# 九龍巴士86線
九龍巴士86線是香港一條來往黃泥頭及美孚的巴士路線，途經沙田區之廣源邨、愉翠苑、沙田第一城、源禾路、沙田市中心及新田圍邨後，取道獅子山隧道及龍翔道往返九龍區之大窩坪、石硤尾、深水埗及長沙灣。

## 歷史
- 1979年12月10日：開辦，當時來往禾輋及長沙灣，經大埔公路金山段。[2]
- 1982年5月7日：配合九廣鐵路（現稱港鐵東鐵綫）電氣化首期通車的路線重組，分別延長至小瀝源（遺址於牛皮沙街現今香港恒生大學附近的B座康樂活動中心外）及美孚，並提高全程票價，和增設禾輋往美孚的單向分段收費。
- 1983年5月18日：配合城門河以東發展，改經乙明邨一段大涌橋路及第一城。
- 1985年2月10日：配合86A開辦，改經圓洲角巴士總站及不再經乙明邨。
- 1985年8月5日：繞經沙田市中心。[3]
- 1988年5月23日：配合86B開辦，更改路線途經：窩仔街、巴域街、南昌街、歌和老街、窩打老道、獅子山隧道再返回原線，反方向亦然。
- 1989年7月1日：沙田區總站由小瀝源延長至黃泥頭，並提高全程票價，和增設小瀝源往美孚的單向分段收費。
- 1996年4月22日：增派空調巴士行走。
- 2002年8月18日：改經龍翔道，不再經歌和老街[4]。
- 2011年9月25日：提升至全空調巴士服務[5]。
- 2015年6月27日：增設到站時間預報。[6]

## 服務時間及班次
| 黃泥頭開         | 黃泥頭開    | 黃泥頭開     | 美孚開           | 美孚開      | 美孚開       |
| 日期             | 服務時間    | 班次（分鐘） | 日期             | 服務時間    | 班次（分鐘） |
| ---------------- | ----------- | ------------ | ---------------- | ----------- | ------------ |
| 星期一至五       | 05:40-15:00 | 20           | 星期一至五       | 06:00-08:05 | 25           |
| 星期一至五       | 15:00-17:15 | 15           | 星期一至五       | 08:05-15:05 | 20           |
| 星期一至五       | 17:15-19:55 | 20           | 星期一至五       | 15:05-18:35 | 15           |
| 星期一至五       | 19:55-23:40 | 25           | 星期一至五       | 18:35-21:55 | 20           |
|                  |             |              | 星期一至五       | 21:55-00:25 | 25           |
| 星期六           | 05:40-07:45 | 25           | 星期六           | 06:00-08:30 | 30           |
| 星期六           | 07:45-16:05 | 20           | 星期六           | 08:30-08:55 | 25           |
| 星期六           | 16:05-17:50 | 15           | 星期六           | 08:55-14:35 | 20           |
| 星期六           | 17:50-19:30 | 20           | 星期六           | 14:35-19:05 | 15           |
| 星期六           | 19:30-23:40 | 25           | 星期六           | 19:05-21:05 | 20           |
|                  |             |              | 星期六           | 21:05-00:25 | 25           |
| 星期日及公眾假期 | 05:40-08:35 | 25           | 星期日及公眾假期 | 06:00-09:20 | 25           |
| 星期日及公眾假期 | 08:35-21:35 | 20           | 星期日及公眾假期 | 09:20-15:00 | 20           |
| 星期日及公眾假期 | 21:35-23:40 | 25           | 星期日及公眾假期 | 15:00-18:30 | 15           |
|                  |             |              | 星期日及公眾假期 | 18:30-21:30 | 20           |
| 21:30-00:25      | 25          |              | 星期日及公眾假期 |             |              |

## 收費
全程：$9.8
- 恒生管理學院往美孚：$8.6
- 禾輋邨往美孚：$7.1
- 過獅子山隧道後往黃泥頭：$6.4
- 沙田市中心往黃泥頭：$5.0

| - 本線設有12歲以下小童及65歲或以上長者半價優惠。 - 65歲或以上香港居民使用「樂悠咭」，以及12歲以下合資格殘疾兒童使用「殘疾人士身份」個人八達通繳付車資，均可享有每程$2.0或半價（以較低者為準）的票價優惠；12至64歲合資格殘疾人士使用「殘疾人士身份」個人八達通（包括「樂悠咭」），以及60至64歲香港居民使用「樂悠咭」繳付車資，均可享有每程$2.0或全費（以較低者為準）的票價優惠。 - 65歲或以上長者如使用長者或一般個人八達通繳付車資，則只可享有半價優惠；12至64歲合資格殘疾人士如不使用「殘疾人士身份」個人八達通，以及60至64歲人士如不使用「樂悠咭」繳付車資，必須繳付全費。 - 乘客可以現金或八達通於上車時付款，不設找續。 - 每位成人乘客可免費攜帶最多兩名4歲以下而不佔座位的兒童乘客乘車，超額之4歲以下小童必須繳付小童車費乘車。 - 持有「九巴月票」之乘客在車票有效期內，每日可享最多10程任何九龍巴士及龍運巴士路線（包括本路線，以及聯營路線的九龍巴士／龍運巴士提供的班次；惟乘搭機場「A」及「NA」線則可享原價二七折優惠（不會計算每天10次合資格車程））；而B1線則每日可享最多各2程（不會計算每天10次合資格車程）。 - 九龍巴士、城巴、龍運巴士及陽光巴士全職員工及家屬（不包括外判職員）可免費乘搭本路線，惟必須拍職員或職員家屬八達通。 - 乘客亦可透過多元化電子支付系統（e度嘟）繳付車資，包括使用非接觸式VISA卡、JCB卡、萬事達卡、銀聯卡、美國運通、大來國際、Discover Card、Apple Pay、Google Pay、Samsung Pay、AlipayHK「易乘碼」、支付寶、WeChatHK／微信支付「搭車碼」、銀聯雲閃付「乘車碼」及BOC Pay「乘車碼」。乘客使用此付款方式，使用此支付方式的乘客可享有中途下車之分段收費，以及與其他九巴／龍運獨營路線或聯營線九巴／龍運班次之轉乘優惠，惟不適用於與非九巴／龍運路線之轉乘優惠，亦不能享有「公共交通費用補貼計劃」及「長者及合資格殘疾人士公共交通票價優惠計劃」。 |

### 八達通轉乘優惠
乘客登上本線後150分鐘內以同一張八達通卡轉乘以下路線，或從以下路線登車後150分鐘內以同一張八達通卡轉乘本線，次程可獲$4.2車資折扣優惠：
86←→81K、88K、288、288A
- 86往黃泥頭 → 81K任何方向、88K往駿景園或288(A)往水泉澳
- 81K任何方向、88K往顯徑或288(A)往沙田市中心 → 86往美孚

| 第一程／第二程路線 | 第二程優惠車資              | 時限    |
| --- | --------------------------- | ------- |
| 72X、74A、80／80A／80P、81C／281B／281X、 85、85A、85B、86、86A、86C、87B、87C／87D／87E、 89、89B、270A／270C、271／271B／271P、281A | 成人：$4.2 小童／長者：$2.1 | 150分鐘 |

注意事項：

- 乘客可於各個可接駁第二程路線的巴士站轉車。
- 轉乘優惠不適用於轉乘同一路線或用"/"劃分的組別之路線。

官方網頁：請按此

## 使用車輛
本線雖然是86系巴士路線中最早加入空調巴士路線，但九巴一直沒有派超低地台巴士作指定用車，即使是車務調動亦難以見到超低地台巴士。直至2011年9月25日，本路線改為全空調服務同時，正式派出一輛丹尼士三叉戟12米超低地台巴士（ATR106／HZ7433）作指定用車，替代該線唯一一輛富豪奧林比安11米普通巴士（S3V1／GK2508）。直至2012年5月21日，改派一輛亞歷山大丹尼士Enviro 500 12米超低地台巴士（ATE32／KZ9147）作指定用車，替代該線唯一一輛丹尼士三叉戟12米超低地台巴士（ATR106／HZ7433），進一步提升本線水平。
現時本線使用3輛亞歷山大丹尼士Enviro 500 12米（ATEU）3輛富豪B9TL 12米（AVBWU）及6輛亞歷山大丹尼士Enviro 500 MMC 12米（ATENU）雙層空調巴士。
| 車隊編號  | 車牌   |
| --------- | ------ |
| AVBWU417  | TN1364 |
| AVBWU366  | SZ4672 |
| AVBWU388  | TN3840 |
| ATENU149  | SH8402 |
| AVBWU303  | SL8260 |
| AVBWU304  | SL7030 |
| ATENU328  | SW7730 |
| ATENU412  | TE3842 |
| AVBWU388  | TE4351 |
| ATENU463  | TF9832 |
| ATENU1671 | SP2895 |
| ATENU1697 | TA7971 |

## 行車路線
黃泥頭開經：小瀝源路、廣善街、牛皮沙街、插桅杆街、銀城街、大涌橋路、翠榕橋、源禾路、担杆莆街、沙田正街、白鶴汀街、獅子山隧道公路、獅子山隧道、龍翔道、南昌街、元州街、興華街、長沙灣道及荔枝角道。
美孚開經：長沙灣道、青山道、窩仔街、南昌街、龍翔道、獅子山隧道、獅子山隧道公路、沙田正街、沙田市中心巴士總站、沙田正街、橫壆街、源禾路、翠榕橋、大涌橋路、銀城街、插桅杆街、牛皮沙街、廣善街及小瀝源路。
具體停站請參考資訊框

## 使用狀況
本線於沙田區內需兩度跨越城門河，故對城門河以東一帶居民而言甚為迂迴；禾輋、瀝源及沙田市中心亦有72線取道較直接的大埔公路競爭。而286C全日服務後，更搶去了原有石門和第一城來往美孚至長沙灣一段的客源。
由於本線於沙田區內多次延長路線，令全程行車里數相應增加，故全程收費較其他同類路線為高，但分段收費又較特別，由黃泥頭開出不久於恒生大學已設分段收費，之後由禾輋起之分段收費又比其他往九龍路線便宜（現為$7.10， 81、85、89線為$7.50）。